# Біологічне забруднення
Біологі́чне забру́днення — випадкове або пов'язане з діяльністю людини проникнення в експлуатовані екосистеми та біотехнологічні установки чужорідних для них видів рослин, тварин і мікроорганізмів, які справляють пригнічувальну або деструктивну дію.
Біологічне забруднення водойм полягає у надходженні разом із стічними водами різних видів мікроорганізмів, рослин і тварин (віруси, бактерії, грибки, черви), яких раніше у них не було. Багато з них є хвороботворними для людей, тварин і рослин. Найчастіше зустрічаються такі хвороби: холера, дизентерія, гепатит.
Джерела забруднення: комунально-побутові стоки, підприємства шкірообробної промисловості, м'ясокомбінати, цукрові заводи, деревопереробні заводи.
Наслідки забруднення: хвороби, бактерії, грибки. Багато з них є хвороботворними для людей, тварин і рослин. Є 3 види біологічних забруднень: біотичне, мікробіологічне, продукти генної інженерії.
Біозабруднення може спричинити несприятливі наслідки на :
- окремий організм (внутрішнє забруднення паразитами чи збудниками),
- популяцію (шляхом генетичної зміни, тобто гібридизації чужерідних видів з місцевими),
- спільноту або біоценоз (за рахунок структурних зрушень, тобто домінування чужерідних видів, заміни або ліквідації місцевих видів),
- середовище існування (шляхом зміни фізико-хімічних умов),
- екосистему (за рахунок зміни потоку енергії та органічних матеріалів).